# Eleição presidencial no Uruguai em 2019
O primeiro turno das eleições presidenciais uruguaias foram realizadas no país em 27 de outubro de 2019. Entretanto, nenhum candidato recebeu a maioria dos votos no primeiro turno, por isso, um segundo turno foi realizado em 24 de novembro de 2019, onde Lacalle Pou estava à frente com 50.62% dos votos, com sua vitória confirmada em 28 de novembro, após recontagem de votos, onde terminou com 50.79% e tornou-se no novo presidente do país, sucedendo a Tabaré Vázquez.

## Contexto
O atual presidente Tabaré Vázquez, que venceu as eleições de 2014, não é elegível para concorrer devido a limites de mandatos constitucionais. Como resultado, seu partido Frente Ampla teve que nomear um novo candidato.
A Frente Ampla destaca o seu excelente desempenho económico: desde que chegou ao poder em 2004, a taxa de pobreza caiu de 40% para 8%, o salário médio aumentou 55%, o PIB aumentou em média 4% ao ano e o número de pessoas com cobertura médica aumentou de 700.000 para 2,5 milhões. Várias reformas sociais, como a legalização do aborto e o reconhecimento do casamento entre pessoas do mesmo sexo, foram adotadas. O candidato da coligação de esquerda para a Presidência, Daniel Martínez, é assim creditado com 40 a 44% das intenções de voto na primeira volta.
A questão da crescente insegurança tem sido uma parte importante da vida política uruguaia desde as eleições parlamentares e presidenciais de 2009. O governo liderado pela Frente Ampla tem sido alvo de muitas críticas sobre esta questão por parte dos partidos Nacional e Colorado, na oposição desde 2004.

## Sistema eleitoral

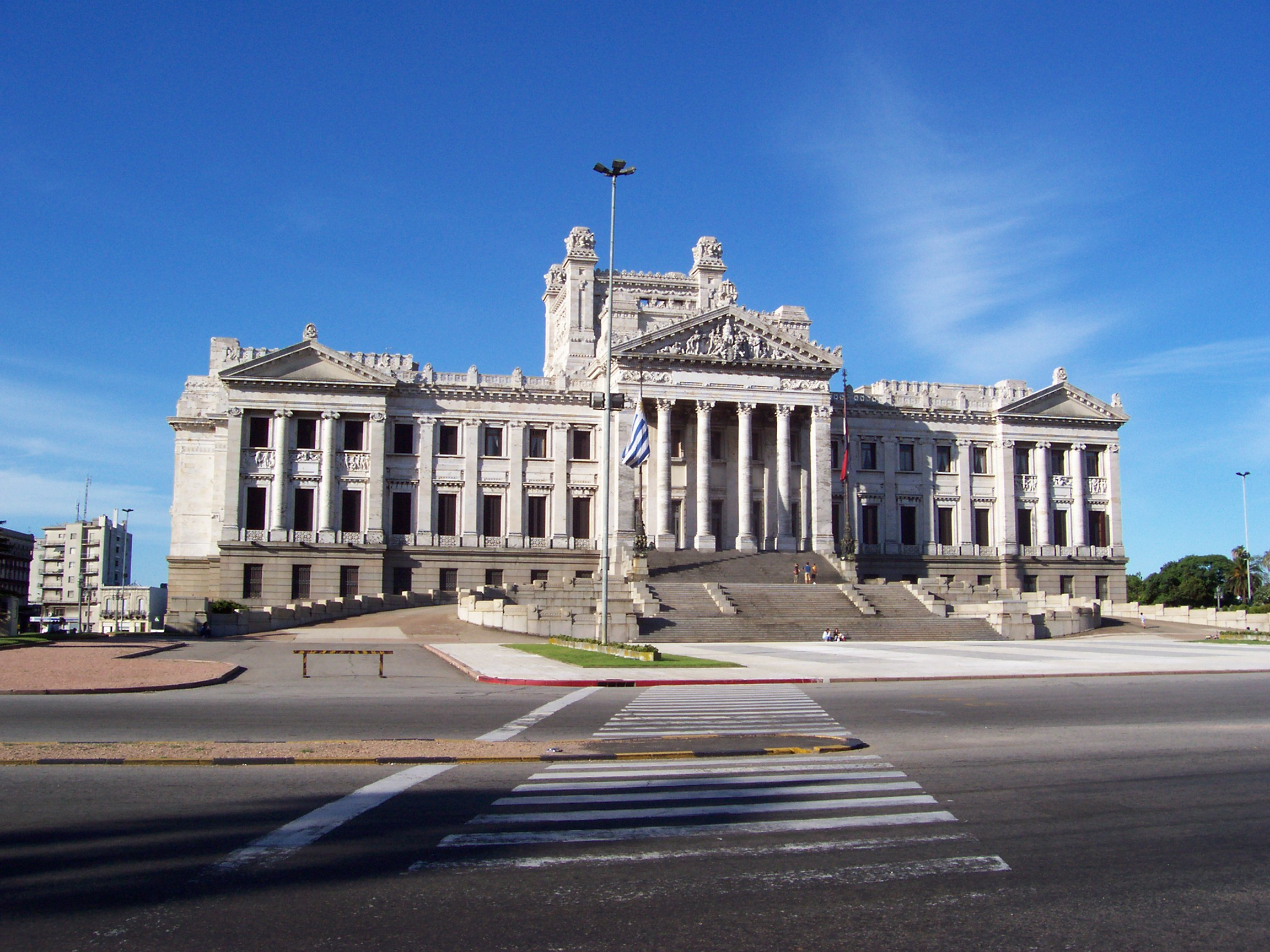
Fachada do Palácio Legislativo, Montevidéu, Uruguai.

O Presidente do Uruguai é eleito usando o sistema de dois turnos, com um segundo turno se nenhum candidato receber 50% dos votos no primeiro turno. Os 30 membros do Senado são eleitos por representação proporcional em um único círculo eleitoral nacional. O vice-presidente, eleito na mesma cédula do presidente, torna-se presidente do Senado, com seu voto determinando em caso de empate. 99 membros da Câmara de Representantes são eleitos por representação proporcional em 19 grupos constituintes com vários membros, com base nos departamentos. Os assentos são alocados usando o método das médias mais altas.
As eleições são realizadas pelo método do voto duplo simultâneo, pelo qual os eleitores votam um único voto no partido de sua escolha para todos os três membros da Presidência, do Senado e da Câmara dos Deputados.

## Primárias
A seguir, é apresentada uma lista dos partidos políticos que se registraram no Tribunal Eleitoral para participar das eleições de 2019 e atingiram o mínimo legal de 500 votos nas primárias de junho. Além deles, havia quatro outros partidos que não atingiram o mínimo necessário: Partido da Concertação, Partido da Ordem Republicana, Abrindo Estradas e Partido Democrático Unido. No caso do Partido Digital, alcançou os votos necessários nas eleições internas, mas ele não obteve o apoio necessário em sua convenção para ratificar a fórmula do partido, então sua participação estava em dúvida.
| Partido          | Partido                                  | Partido          | Espectro         | Primárias | Primárias | Apto? |
| Partido          | Partido                                  | Partido          | Espectro         | Votos     | %         | Apto? |
| ---------------- | ---------------------------------------- | ---------------- | ---------------- | --------- | --------- | ----- |
|                  | Partido Nacional                         | PN               | Direita          | 456.355   | 47,14%    | Sim   |
|                  | Frente Ampla                             | FA               | Esquerda         | 257.893   | 26,64%    | Sim   |
|                  | Partido Colorado                         | PC               | Direita          | 184.236   | 19,03%    | Sim   |
|                  | Cabildo Aberto                           | CA               | Direita          | 48.771    | 5,04%     | Sim   |
|                  | Partido da Gente                         | PG               | Direita          | 6.783     | 0,70%     | Sim   |
|                  | Unidade Popular                          | UP               | Extrema-esquerda | 4.125     | 0,43%     | Sim   |
|                  | Partido Verde Animalista                 | PVA              | Centro           | 3.056     | 0,32%     | Sim   |
|                  | Partido Ecologista Radical Intransigente | PERI             | Centro           | 2.604     | 0,27%     | Sim   |
|                  | Partido Independente                     | PI               | Centro           | 2.063     | 0,21%     | Sim   |
|                  | Partido Digital                          | PD               | Sem ideologia    | 596       | 0,06%     | Sim   |
|                  | Partido dos Trabalhadores                | PT               | Extrema-esquerda | 556       | 0,06%     | Sim   |
|                  | Partido da Concertação                   | PdC              | Sem ideologia    | 480       | 0,05%     | Não   |
|                  | Partido da Ordem Republicana             | POR              | Direita          | 248       | 0,03%     | Não   |
|                  | Abrindo Estradas                         | AC               | Centro           | 136       | 0,01%     | Não   |
|                  | Partido Democrático Unido                | PDE              | Centro           | 129       | 0,01%     | Não   |
|                  |                                          |                  |                  |           |           |       |
| Votos válidos    | Votos válidos                            | Votos válidos    | Votos válidos    | 968.031   | 96,89%    |       |
| Votos brancos    | Votos brancos                            | Votos brancos    | Votos brancos    | 5.485     | 0,55%     |       |
| Votos nulos      | Votos nulos                              | Votos nulos      | Votos nulos      | 8.251     | 0,82%     |       |
| Votos observados | Votos observados                         | Votos observados | Votos observados | 20.941    | 2,09%     |       |
| Votos totais     | Votos totais                             | Votos totais     | Votos totais     | 1.002.778 | 100,00%   |       |
|                  |                                          |                  |                  |           |           |       |
| Participação     | Participação                             | Participação     | Participação     | 1.002.778 | 37,44%    |       |
| Abstenção        | Abstenção                                | Abstenção        | Abstenção        | 1.675.323 | 62,56%    |       |
| Eleitorado       | Eleitorado                               | Eleitorado       | Eleitorado       | 2.678.031 | 100.00%   |       |

## Candidatos

### 1º Turno
As primárias presidenciais foram realizadas em 30 de junho para selecionar os candidatos:
- Partido Nacional: Lacalle Pou - Beatriz Argimón
- Frente Ampla: Daniel Martínez - Graciela Villar
- Partido Colorado: Ernesto Talvi - Robert Silva
- Cabildo Aberto: Guido Manini Ríos - Guillermo Domenech[6]
- Unidade Popular: Gonzalo Abella - Gustavo López
- Partido da Gente: Edgardo Novick - Daniel Peña
- Partido Independente: Pablo Mieres - Mónica Bottero
- Partido Verde Animalista: Gustavo Salle - Ana Cordano
- Partido Ecológico Radical Intransigente: César Vega - Andrés Chucarro
- Partido Digital: Daniel Goldman - Diego Ruete
- Partido dos Trabalhadores: Rafael Fernández - Andrea Revuelta

### 2º Turno
Na noite de 27 de outubro, o apoio sucessivo ao binômio Lacalle Pou-Argimón era conhecido pelos candidatos Ernesto Talvi, Guido Manini Ríos, Edgardo Novick e Pablo Mieres, enquanto Daniel Martínez concentrou-se em angariar o apoio direto do eleitorado. Dias depois, um acordo eleitoral foi selado entre brancos e colorados, em um movimento geralmente comparado ao escrutínio de 20 anos atrás. No início de novembro, um acordo programático intitulado "Compromisso com o país" foi assinado entre eles.
O prefeito de Canelones Yamandú Orsi assumiu a liderança da campanha de Martínez com vistas à votação. Além disso, toda a liderança da Frente Ampla foi instruída a moderar o discurso para buscar a captura do voto extra-frentista. Alguns grupos do Colorado apoiaram à candidatura de Martínez, uma encabeçada por Aníbal Gloodtdofsky, outra pelo sobrinho-neto do presidente Baltasar Brum.
Para quarta-feira, 13 de novembro, foi confirmado um novo debate entre Martínez e Lacalle Pou, a fim de cumprir os novos regulamentos de comunicação.

## Pesquisas

### 1º Turno
| Instituto          | Data                   | Daniel Martínez Villamil | Luis Alberto Lacalle Pou | Ernesto Talvi |                |           |           | Outros | Brancos/ Abstenção | Indecisos |   |    |   |   |   |
| Instituto          | Data                   | Martínez FA              | Lacalle Pou PN           | Talvi PC      | Manini Ríos CA | Novick PG | Mieres PI | Outros | Brancos/ Abstenção | Indecisos |   |    |   |   |   |
| ------------------ | ---------------------- | ------------------------ | ------------------------ | ------------- | -------------- | --------- | --------- | ------ | ------------------ | --------- | - | -- | - | - | - |
| Instituto          | Data                   | Opción Consultores       | Outubro/2019             | 33%           | 25%            | 10%       | 12%       | Outros | Brancos/ Abstenção | Indecisos | - | 1% | - | - | - |
| Radar              | Outubro/2019           | 39%                      | 21%                      | 16%           | 12%            | 0,8%      | 1,1%      | -      | -                  | -         |   |    |   |   |   |
| Opción Consultores | Setembro/2019          | 29%                      | 24%                      | 15%           | 12%            | 2%        | 2%        | -      | -                  | -         |   |    |   |   |   |
| Factum             | Agosto/2019            | 37%                      | 26%                      | 19%           | 9%             | 2%        | 2%        | 18%    | -                  | -         |   |    |   |   |   |
| Cifra              | Fevereiro/2019         | 34%                      | 27%                      | 14%           | 3%             | 2%        | -         | 2%     | 18%                | -         |   |    |   |   |   |
| Factum             | Fevereiro/2019         | 38%                      | 30%                      | 16%           | 5%             | 4%        | 2%        | -      | 5%                 | -         |   |    |   |   |   |
| Radar              | Janeiro-Fevereiro/2019 | 37%                      | 28%                      | 13%           | 3%             | 2%        | 1%        | 2%     | 7%                 | 7%        |   |    |   |   |   |
| Radar              | Dezembro/2018          | 33%                      | 27%                      | 12%           | 4%             | 3%        | 1%        | -      | 9%                 | 9%        |   |    |   |   |   |
| Opción Consultores | Dezembro/2018          | 26%                      | 27%                      | 12%           | 5%             | 5%        | 2%        | -      | 11%                | 12%       |   |    |   |   |   |
| Equipos            | Dezembro/2018          | 30%                      | 34%                      | 11%           | 1%             | 2%        | 1%        | 1%     | 7%                 | 13%       |   |    |   |   |   |
| Factum             | Novembro/2018          | 34%                      | 30%                      | 16%           | 7%             | 6%        | 2%        | -      | 5%                 | -         |   |    |   |   |   |
| Radar              | Novembro/2018          | 32%                      | 26%                      | 13%           | 4%             | 3%        | -         | 2%     | 10%                | 10%       |   |    |   |   |   |
| Cifra              | Outubro/2018           | 36%                      | 31%                      | 9%            | 5%             | 6%        | 3%        | -      | 10%                | -         |   |    |   |   |   |
| Factum             | Agosto/2018            | 34%                      | 30%                      | 12%           | 7%             | 6%        | 2%        | -      | 9%                 | -         |   |    |   |   |   |
| Radar              | Agosto/2018            | 30%                      | 30%                      | 8%            | 6%             | 2%        | 3%        | -      | 11%                | 10%       |   |    |   |   |   |
| Cifra              | Agosto/2018            | 27%                      | 26%                      | 4%            | 3%             | 4%        | 1%        | -      | 35%                | 35%       |   |    |   |   |   |
| Opción Consultores | Julho/2018             | 28%                      | 31%                      | 9%            | 8%             | 4%        | 2%        | -      | 8%                 | 10%       |   |    |   |   |   |
| Radar              | Fevereiro/2018         | 33%                      | 28%                      | 7%            | 2%             | 2%        | -         | 3%     | 11%                | 13%       |   |    |   |   |   |
| Factum             | Abril/2017             | 31%                      | 30%                      | 6%            | 9%             | 4%        | 2%        | -      | 18%                | -         |   |    |   |   |   |

### 2º Turno
| Instituto           | Data  | Daniel Martínez Villamil | Luis Alberto Lacalle Pou | Indecisos |     |     |     |
| Instituto           | Data  | Martínez FA              | Lacalle Pou PN           | Indecisos |     |     |     |
| ------------------- | ----- | ------------------------ | ------------------------ | --------- | --- | --- | --- |
| Instituto           | Data  | Equipos Consultores      | 05/11                    | Indecisos | 42% | 47% | 11% |
| Opción              | 12/11 | 42%                      | 47%                      | 11%       |     |     |     |
| Radar               | 12/11 | 42,5%                    | 49,6%                    | 7,9%      |     |     |     |
| Equipos Consultores | 12/11 | 42%                      | 48%                      | 10%       |     |     |     |
| Cifra               | 18/11 | 42%                      | 47%                      | 11%       |     |     |     |
| Factum              | 19/11 | 43%                      | 51%                      | 6%        |     |     |     |
| Metrocall           | 21/11 | 41%                      | 52%                      | 7%        |     |     |     |
| Radar               | 21/11 | 44,3%                    | 49,9%                    | 5,8%      |     |     |     |
| Cifra               | 21/11 | 44,5%                    | 51,5%                    | 4%        |     |     |     |
| Opción              | 21/11 | 44%                      | 51%                      | 5%        |     |     |     |

## Resultados
| Candidato                                                    | Candidato                 | Partido                                  | Partido                   | 1º Turno  | 1º Turno | 2º Turno  | 2º Turno | Assentos | Assentos | Assentos | Assentos |
| Candidato                                                    | Candidato                 | Partido                                  | Partido                   | Votos     | %        | Votos     | %        | Câmara   | +/-      | Senado   | +/-      |
| ------------------------------------------------------------ | ------------------------- | ---------------------------------------- | ------------------------- | --------- | -------- | --------- | -------- | -------- | -------- | -------- | -------- |
|                                                              | Lacalle Pou               | Partido Nacional                         | PN                        | 696.452   | 28,62%   | 1.189.313 | 50,79%   | 30       | -2       | 10       | 0        |
|                                                              | Daniel Martínez           | Frente Ampla                             | FA                        | 949.376   | 39,02%   | 1.152.271 | 49,21%   | 42       | -8       | 13       | -2       |
|                                                              | Ernesto Talvi             | Partido Colorado                         | PC                        | 300.177   | 12,34%   |           |          | 13       | -2       | 4        | 0        |
|                                                              | Guido Manini Ríos         | Cabildo Aberto                           | CA                        | 268.736   | 11,04%   | 11        | Novo     | 3        | Novo     |          |          |
|                                                              | César Vega                | Partido Ecologista Radical Intransigente | PERI                      | 33.461    | 1,38%    | 1         | +1       | 0        | 0        |          |          |
|                                                              | Edgardo Novick            | Partido da Gente                         | PG                        | 26.313    | 1,08%    | 1         | +1       | 0        | 0        |          |          |
|                                                              | Pablo Mieres              | Partido Independente                     | PI                        | 23.580    | 0,97%    | 1         | -2       | 0        | -1       |          |          |
|                                                              | Gonzalo Abella            | Unidade Popular                          | UP                        | 19.728    | 0,81%    | 0         | -1       | 0        | 0        |          |          |
|                                                              | Gustavo Salle             | Partido Verde Animalista                 | PVA                       | 19.392    | 0,80%    | 0         | Novo     | 0        | Novo     |          |          |
|                                                              | Daniel Goldman            | Partido Digital                          | PD                        | 6.363     | 0,26%    | 0         | Novo     | 0        | Novo     |          |          |
|                                                              | Rafael Fernández          | Partido dos Trabalhadores                | PT                        | 1.387     | 0,06%    | 0         | 0        | 0        | 0        |          |          |
|                                                              |                           |                                          |                           |           |          |           |          |          |          |          |          |
| Votos válidos                                                | Votos válidos             | Votos válidos                            | Votos válidos             | 2.344.965 | 96,37%   | 2.341.584 | 96,23%   |          |          |          |          |
| Votos brancos                                                | Votos brancos             | Votos brancos                            | Votos brancos             | 43.597    | 1,79%    | 38.024    | 1,57%    |          |          |          |          |
| Votos nulos                                                  | Votos nulos               | Votos nulos                              | Votos nulos               | 44.597    | 1,83%    | 53.193    | 2,19%    |          |          |          |          |
| Votos observados anulados                                    | Votos observados anulados | Votos observados anulados                | Votos observados anulados | 205       | 0,01%    | 395       | 0,02%    |          |          |          |          |
| Votos totais                                                 | Votos totais              | Votos totais                             | Votos totais              | 2.433.364 | 100,00%  | 2.433.196 | 100,00%  |          |          |          |          |
|                                                              |                           |                                          |                           |           |          |           |          |          |          |          |          |
| Participação                                                 | Participação              | Participação                             | Participação              | 2.433.364 | 90,13%   | 2.433.196 | 90,12%   |          |          |          |          |
| Abstenção                                                    | Abstenção                 | Abstenção                                | Abstenção                 | 266.614   | 9,87%    | 266.784   | 9,88%    |          |          |          |          |
| Eleitorado                                                   | Eleitorado                | Eleitorado                               | Eleitorado                | 2.699.978 | 100,00%  | 2.699.980 | 100,00%  |          |          |          |          |
|                                                              |                           |                                          |                           |           |          |           |          |          |          |          |          |
| Fonteː 1º Turno (100,00% apurado) 2º Turno (100,00% apurado) |                           |                                          |                           |           |          |           |          |          |          |          |          |

### Apuração inicial (24/11)
|                                   | Lacalle Pou      | Partido Nacional | PN               | 1.168.019 | 50,62%  |  |  |  |  |  |  |
|                                   | Daniel Martínez  | Frente Ampla     | FA               | 1.139.353 | 49,38%  |  |  |  |  |  |  |
|                                   |                  |                  |                  |           |         |  |  |  |  |  |  |
| Votos válidos                     | Votos válidos    | Votos válidos    | Votos válidos    | 2.307.372 | 94,83%  |  |  |  |  |  |  |
| Votos brancos                     | Votos brancos    | Votos brancos    | Votos brancos    | 36.996    | 1,52%   |  |  |  |  |  |  |
| Votos nulos                       | Votos nulos      | Votos nulos      | Votos nulos      | 53.619    | 2,20%   |  |  |  |  |  |  |
| Votos observados                  | Votos observados | Votos observados | Votos observados | 35.229    | 1,45%   |  |  |  |  |  |  |
| Votos totais                      | Votos totais     | Votos totais     | Votos totais     | 2.433.216 | 100,00% |  |  |  |  |  |  |
|                                   |                  |                  |                  |           |         |  |  |  |  |  |  |
| Participação                      | Participação     | Participação     | Participação     | 2.433.216 | 90,12%  |  |  |  |  |  |  |
| Abstenção                         | Abstenção        | Abstenção        | Abstenção        | 266.764   | 9,88%   |  |  |  |  |  |  |
| Eleitorado                        | Eleitorado       | Eleitorado       | Eleitorado       | 2.699.980 | 100,00% |  |  |  |  |  |  |
|                                   |                  |                  |                  |           |         |  |  |  |  |  |  |
| Fonteː 2º Turno (100,00% apurado) |                  |                  |                  |           |         |  |  |  |  |  |  |